# Charles Goruchon
Charles Goruchon, né le 5 septembre 1891 à La Rochefoucauld et mort le 18 novembre 1961 à Paris 12e, est un officier français. En 1939-1940, il est capitaine et commandant du camp des Milles, alors camp d'internement de réfugiés allemands près d'Aix-en-Provence. Il est connu pour l'organisation du « Train de la Liberté » qui devait mener clandestinement une partie des réfugiés, qu'il ne voulait pas livrer aux nazis, à Bayonne d'où un bateau devait les conduire à Casablanca.

## Biographie
Appelé sous les drapeaux avec la classe 1911, il est affecté le 10 octobre 1912 au 161e régiment d'infanterie. Nommé sergent en 1916, sous-lieutenant en 1917, il devient lieutenant en avril 1919 au 110e régiment d'infanterie avant d'être finalement démobilisé le 1er septembre 1919 après quasiment sept années de service. 
Plusieurs fois blessé pendant la Première Guerre mondiale, il reçoit cinq citations et la croix de guerre ; il est fait chevalier de la Légion d'honneur le 16 juin 1920. 
Commerçant chapelier à Clamart (Hauts-de-Seine) dans la vie civile, le capitaine de réserve Charles Goruchon est mobilisé le 25 août 1939 et nommé le 28 août commandant du 4e bataillon au 154e régiment régional en garnison à Privas. Le 154e deviendra successivement le 156e puis le 157e régiment régional de l'Ardèche. 
Il a la charge, du 6 septembre 1939 au 17 septembre 1940, du camp des Milles, situé près d'Aix-en-Provence, camp d'internement de ressortissants allemands dont certains fuyaient le nazisme. Les autorités françaises se méfiaient d'eux en raison de leur seule nationalité. Avec les quelques soldats sous ses ordres, ils aménagent comme ils le peuvent la briqueterie des Milles : couchages et latrines rudimentaires sont créés avec l'aide des internés. Les militaires et Charles Goruchon assurent la surveillance et la gestion du camp jusqu'à la défaite de 1940. 
Charles Goruchon fait acte de résistance : il refuse de remettre aux autorités du Reich les réfugiés allemands internés dans le camp et aide les volontaires (environ deux mille personnes) à fuir le 22 juin 1940 dans le « train de la Liberté »,. Cet épisode est mis en images par Sébastien Grall, en 1995, dans le film Les Milles, dans lequel le nom de Goruchon est modifié en Perrochon. Le train n'arriva jamais à destination ; il fit demi-tour et les réfugiés qui n'avaient pas réussi à s'enfuir furent enfermés dans un camp de fortune à Saint-Nicolas-de-Campagnac (commune de Sainte-Anastasie), près de Nîmes.
En 1954, le capitaine Goruchon est élevé au grade d'officier de la Légion d'honneur.